# Orphinus terminalis
Orphinus terminalis är en skalbaggsart som först beskrevs av Sharp 1885.  Orphinus terminalis ingår i släktet Orphinus och familjen ängrar. Inga underarter finns listade i Catalogue of Life.